# Tahesia Harrigan-Scott
Tahesia Gaynell Harrigan-Scott (15 februari 1982) is een sprintster uit de Britse Maagdeneilanden. Het grootste succes van Harrigan is een bronzen medaille op de 60 m bij de wereldindoorkampioenschappen in 2008. 

## Biografie
Op veertienjarige leeftijd begon Harrigan op de Florida Agricultural and Mechanical University in Tallahassee met atletiek. Op de Florida High School Athletic Association Staatskampioenschappen won ze de onderdelen 100 m, 200 m, verspringen en hink-stap-springen.
In 2006 boekte Harrigan haar eerste internationale succes door de 100 m op de Centraal-Amerikaanse en Caribische (CAC) Spelen te winnen in 11,15 s. Dat jaar werd ze ook vijfde op de Gemenebestspelen in Melbourne. Op de wereldkampioenschappen atletiek 2007 in Osaka kwam ze uit op de 100 m en de 200 m, maar sneuvelde in beide gevallen in de kwartfinale.
Haar beste prestatie leverde Tahesia Harrigan in 2008 door op het WK indoor in het Spaanse Valencia een bronzen medaille op de 60 m te veroveren. Met een nieuw nationaal record van 7,09 eindigde ze achter de Amerikaanse Angela Williams (goud; 7,06) en Britse Jeanette Kwakye (zilver; 7,08). Op de Olympische Spelen van 2008 in Peking, waar Harrigan vlaggendraagster was voor de Britse Maagdeneilanden, sneuvelde ze in de kwartfinale met een tijd van 11,36.
In 2009 veroverde Harrigan haar tweede internationale titel, ditmaal bij de Centraal-Amerikaanse en Caribische kampioenschappen atletiek. Ze won de 100 meter in 11,21 s. Later datzelfde jaar eindigde ze in totaal als twaalfde in de halve finales van de wereldkampioenschappen van Berlijn op de 100 m.
Harrigan verdedigde haar titel op de 100 m bij de CAC Spelen van 2010 met succes. Ze won de finale in 11,19 s. Ook bij de Gemenebestspelen eindigde ze op dezelfde positie als vier jaar ervoor: ze werd vijfde in 11,56 s.
De laatste jaren eindigt Harrigan meer in de achterhoede bij mondiale toernooien. Bij de Olympische Spelen van Londen, waar ze net als in 2008 vlaggendraagster was, strandde ze in de series van de 100 m in 11,59 s. Een jaar later tijdens de WK van Moskou liep ze in de series twee honderdsten langzamer (11,61), wat wederom niet snel genoeg was om de halve finales te bereiken.
Harrigan heeft psychologie (bachelor) en logopedia (master gestudeerd aan de Universiteit van Alabama. Ze is getrouwd met haar coach.

## Persoonlijke records
Outdoor
| Onderdeel          | Prestatie    | Datum         | Plaats      |
| ------------------ | ------------ | ------------- | ----------- |
| 100 m              | 11,13 s (NR) | 15 april 2006 | El Paso     |
| 200 m              | 22,98 s      | 15 juli 2007  | Donnas      |
| 400 m              | 55,60 s      | 31 maart 2007 | Starkville  |
| verspringen        | 6,06 m       | 16 april 2005 | Walnut      |
| hink-stap-springen | 11,75 m      | 7 mei 1999    | Gainesville |

Indoor
| Onderdeel          | Prestatie   | Datum            | Plaats        |
| ------------------ | ----------- | ---------------- | ------------- |
| 50 m               | 6,25 s      | 28 januari 2012  | New York      |
| 55 m               | 6,75 s      | 25 februari 2006 | Gainesville   |
| 60 m               | 7,09 s (NR) | 7 maart 2008     | Valencia      |
| 200 m              | 24,10 s     | 24 februari 2002 | State College |
| verspringen        | 6,17 m      | 24 februari 2006 | Gainesville   |
| hink-stap-springen | 11,93 m     | 21 januari 2006  | Clemson       |

## Palmares

### 60 m
- 2008:  WK indoor - 7,09 s (NR)
- 2010: 6e WK indoor - 7,17 s (na DQ Jones-Ferrette)
- 2014: 9e in ½ fin. WK indoor - 7,17 s

### 100 m
Kampioenschappen
- 2001: 7e Centraal-Amerikaanse en Caribische kamp. - 12,05 s
- 2002: 15e in ½ fin. Gemenebestspelen - 11,62 s
- 2005:  Centraal-Amerikaanse en Caribische kamp. - 11,29 s (NR)
- 2005: 19e in ¼ fin. WK - 11,47 s
- 2006:  Centraal-Amerikaanse en Caribische Spelen - 11,15 s
- 2006: 5e Gemenebestspelen - 11,48 s
- 2007: 4e Pan-Amerikaanse Spelen - 11,34 s
- 2007: 18e in ¼ fin. WK - 11,33 s
- 2008: 16e in ¼ fin. OS - 11,36 s
- 2009:  Centraal-Amerikaanse en Caribische kamp. - 11,21 s
- 2009: 12e in ½ fin. WK - 11,34 s
- 2010:  Centraal-Amerikaanse en Caribische Spelen - 11,19 s
- 2010: 5e Gemenebestspelen - 11,56 s
- 2012: 44e in series OS - 11,59 s
- 2013: 31e in series WK - 11,61 s

Golden League-podiumplek
- 2010:  Golden Gala - 11,17 s

### 200 m
- 2001: 6e Centraal-Amerikaanse en Caribische kamp. - 24,65 s
- 2006: 5e Gemenebestspelen - 11,48 s
- 2007: 28e in ¼ fin. WK - 23,52 s

### verspringen
- 2005: 13e Centraal-Amerikaanse en Caribische Spelen - 5,73 m